# Andorra i olympiska vinterspelen 1984
Andorra deltog i olympiska vinterspelen 1984. Andorras trupp bestod av 2 män.

## Resultat

### Alpin skidåkning
- Störtlopp herrar
  - Albert Llovera - 48
  - Jordi Torres - 50

- Storslalom herrar
  - Jordi Torres - DNF
  - Albert Llovera - DNF

- Slalom herrar
  - Albert Llovera - DNF
  - Jordi Torres - DNF